# 셀러브리티 (드라마)
《셀러브리티》(영어: Celebrity)는 2023년 6월 공개된 넷플릭스 오리지널 드라마이다.

## 시놉시스
온라인상의 인기가 돈이자 힘이 되는 세계, 팔로워 수를 늘리고 영향력을 가지기 위해 혈안이 된 신흥계층 셀럽들의 세상을 배경으로, 그곳에 입성해 내면의 욕망에 눈뜨게 된 '아리'와 그녀와 얽힌 후 혼란의 소용돌이에 빠져드는 이들의 이야기.

## 제작진

### 제작사
- 스튜디오드래곤
- 김종학프로덕션

### 연출
- 김철규 : ( KBS2 단막극 《드라마시티 - 겨울신기루》(연출), KBS2 단막극 《드라마시티 - 그는 나를 사랑했을까?》(연출), KBS2 단막극 《드라마시티 - 자장면》(연출), KBS2 단막극 《드라마시티 - 돌아보면... 그가 있다》(연출), KBS2 단막극 《드라마시티 - 사랑,두가지 표정》(연출), KBS2 단막극 《드라마시티 - 순결한 그녀》(연출), KBS2 단막극 《드라마시티 - 윌리엄을 위하여》(연출), KBS2 단막극 《드라마시티 - 질 수 없다》(연출), KBS2 월화 미니시리즈 《거침없는 사랑》(조연출), KBS2 월화 미니시리즈 《여름향기》(공동연출), KBS2 HD 수목드라마 《꽃보다 아름다워》(연출), KBS2 월화 미니시리즈 《오! 필승 봉순영》(프로듀서), KBS2 한국방송 78주년 특집 2부작 드라마 《유행가가 되리》(연출), KBS2 HD 특별기획드라마 《황진이》(공동연출), SBS 드라마스페셜 《대물》(공동연출), SBS 월화드라마 《파라다이스 목장》(연출), tvN 목요 미니시리즈 《우와한 녀》(연출), tvN 금토 미니시리즈 《응급남녀》(연출). OCN 주말 미니시리즈 《아름다운 나의 신부》(연출), KBS2 수목드라마 《공항 가는 길》(연출), tvN 금토 미니시리즈 《시카고 타자기》(연출), tvN 수목 미니시리즈 《마더》(공동연출), tvN 주말 미니시리즈 《자백》(공동연출), tvN 수목 미니시리즈 《악의 꽃》(공동연출) 등 연출 )

### 극본
- 김이영 : ( 저서 《이산 정조대왕1,2,3,4,5》(집필), 저서 《만화 정조대왕 이산 1,2》(집필), 저서 《동화 동이 1,2》(집필), 저서 《만화 동이 1,2》(집필), 저서 《마의(천민의 신분에서 어의가 된 백광현 이야기)》(집필), 저서 《마의 상,하》(집필), 저서 《화정 1,2》(집필), 저서 《사도의 아들 이산 상,하》(집필), MBC 창사기념 특별기획드라마 《허준》(공동집필), MBC 수목 미니시리즈 《네 자매 이야기》(공동집필), MBC 금요단막극 《우리 집》(집필), MBC 월화 미니시리즈 《내 사랑 팥쥐》(집필), MBC 단막극 《베스트극장 - 살인에 관한 고백》(집필), SBS 특별기획 《백만장자와 결혼하기》(집필), MBC 창사46주년 특별기획드라마 《이산》(집필), MBC 창사49주년 특별기획드라마 《동이》(집필), MBC 단막극 《드라마 페스티벌 - 이상 그 이상》(집필), MBC 창사51주년 특별기획드라마 《마의》(집필), MBC 창사54주년 특별기획드라마 《화정》(집필), SBS 월화드라마 《해치》(집필) 등 집필 )

## 등장인물

### 주요 인물
- 박규영: 서아리 역
- 강민혁: 한준경 역
- 이청아: 윤시현 역
- 이동건: 진태전 역
- 전효성: 오민혜 역

### 가빈회
- 한재인 : 진채희 역
- 한으뜸 : 안젤라 역
- 김시현 : 지나 역
- 정유민 : 한유랑 역
- 한다감 : 왕로라 역
- 진소연 : 비니맘 역

### 서아리 주변
- 남기애 : 이현옥 역
- 박예니 : 윤정선 역
- 엄효섭 : 박경배 역
- 이정준 : 서두성 역

### 그 외 인물
- 문태유 : 주승혁 역
- 서현우 : 장현수 역
- 양혜진 : 준경 모 역
- 정욱진 : 권영모 역
- 김노진 : 이은채 역
- 오륭 : 지호원 역
- 황동주 : 김민찬 역
- 최영우 : 황용태 역
- 김성식 : 안재훈 역
- 조이행 : 준경 비서 역
- 최의돈 : 태전 비서 역
- 김수오 : 형사 역

### 특별출연
- 이준호 : 청소 용역업체 직원 역
- 정유미 : 황유리 역 - 베스타룸 대표
- 박재민 : 본인 역
- 우기 : 장웨이 역
- 이향원

## 수상 목록
- 2023년 제14회 코리아 드라마 어워즈 여자 핫 스타상 (정유민)

## 참고 사항
- 정유민과 황동주는 2021년에 방송된 KBS2 일일 드라마 《빨강구두》 이후로 2년 만에 재회하는 작품이다.